# Willdenow-Medaille
Die Willdenow-Medaille wird vom Botanischen Garten Berlin an Personen vergeben, die einen außerordentlichen Beitrag für den Wiederaufbau des Botanischen Gartens und des Botanischen Museums nach dem Zweiten Weltkrieg geleistet haben.
Sie ist nach Carl Ludwig Willdenow benannt. Anlässlich des 300-jährigen Jubiläums des Botanischen Gartens in Berlin wurden 22 Medaillen vergeben.

## Einige Preisträger
- Otto Degener (1899–1988)
- John Thomas Howell (1903–1994)
- Werner Rauh (1913–2000)
- Peter H. Raven (* 1936)
- Frans Antonie Stafleu (1921–1997)
- Dieter Carl Wasshausen (* 1938)